# Neptis metioche
Neptis metioche är en fjärilsart som beskrevs av Hans Fruhstorfer 1908. Neptis metioche ingår i släktet Neptis och familjen praktfjärilar. Inga underarter finns listade i Catalogue of Life.